# Corredor bioceánico

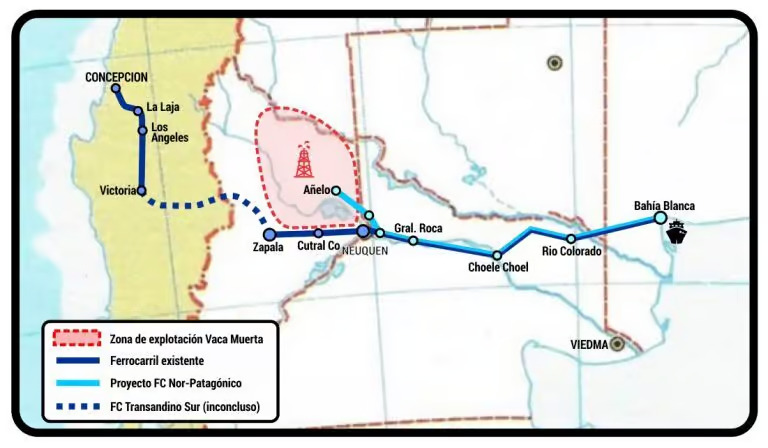
Estado del corredor entre Talcahuano y Bahía Blanca.

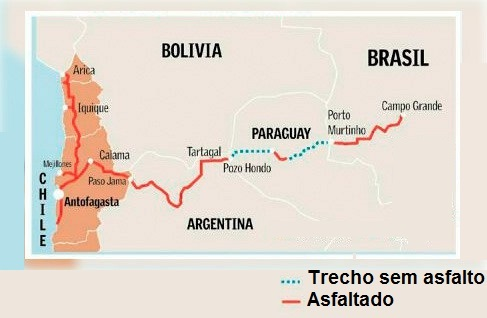
Corredor bioceánico entre Brasil, Paraguay, Argentina y Chile, trazado vial decidido en 2017

Se conoce como Corredor Bioceánico y Ferrocarril Bioceánicoal proyecto iniciado a fines del siglo XIX,  para conectar por camino y ferrocarril las ciudades y puertos de Talcahuano con Bahía Blanca. Durante el siglo XXI, surgieron otras opciones, algunas promovidas por la Iniciativa para la Integración de la Infraestructura Regional Suramericana (IIRSA), que tienen como objetivo interconectar las costas del Océano Atlántico y el Océano Pacífico en América del Sur para conformar una red logística, de infraestructura y productiva que permita una mayor interacción de los mercados sudamericanos con los mercados asiáticos, fortaleciendo la salida de exportaciones y entrada de importaciones por puertos sudamericanos en ambos océanos.
Su objetivo es servir como un instrumento «físico-territorial» para agilizar el comercio de los países sudamericanos, aunque hay fuentes que más bien hablan de «corredores transversales de carga» que tienen como objetivo la integración subregional.

## Historia
Desde la década de 1890 se realizaron obras para unir mediante ferrocarril los puertos de Talcahuano y Bahía Blanca mediante el Paso Pichachén. La primera etapa de este proyecto fue el Ramal Monte Águila-Polcura cuya construcción se detuvo en 1906 a causa del terremoto que afectó a Valparaíso en ese año, quedando indefinidamente suspendido. Por el lado argentino, durante la misma década, la compañía Ferrocarril del Sud, extendía el ramal del ferrocarril desde Bahía Blanca a Cipolletti. El 1 de octubre de 1897 se extendía hasta la Río Colorado, para el 1 de julio de 1898 avanzaba hasta Choele Choel, y el 1 de junio de 1899 se inauguraba el ramal hasta Cipolletti. En 1901 se construyó el puente ferroviario, comunicando la margen este y oeste del río Neuquén; fue construido con materiales traídos de canteras de la Provincia de Buenos Aires y se utilizó aire comprimido para los pilares y cimientos lo que lo convirtieron una de las obras de ingeniería más importantes en la región. En 1902 la máquina de vapor 205 cruzó hasta Confluencia (actual ciudad de Neuquén), que era en la época un caserío y solo se podía cruzar en balsa y en 1913 llegó a Zapala. 
Paralelamente, en 1910, se inauguró el Ferrocarril Trasandino Los Andes - Mendoza, que operó hasta 1984, dejando indefinidamente suspendido el proyecto inicial.
Más adelante, en un nuevo intento, el Ramal Púa-Lonquimay, que debía empalmarse con el Ramal ferroviario Bahía Blanca-Neuquén-Zapala, también quedó inconcluso. No obstante, la conexión carretera mediante el paso Pino Hachado se encuentra operativa y con infraestructura de alto nivel.
Durante la década de 2010 y 2020, en numerosos encuentros binacionales empresariales y políticos, se ha propuesto reconstituir el corredor biocéanico recurriendo al uso del transporte bimodal, el más reciente de ellos en agosto de 2024 en Talcahuano. Diario Concepción, 23 de agosto de 2024.
Luego de la Primera Reunión de Presidentes en la Cumbre de las Américas del 2000, se establecieron diversos Ejes de Integración y Desarrollo, considerándose inicialmente cinco corredores bioceánicos, uniendo los dos océanos a diferentes latitudes, desde la Patagonia hasta el límite con la Cuenca del Amazonas.
A fines de 2015, los presidentes de Argentina (Mauricio Macri), Brasil (Dilma Rousseff), Chile (Michelle Bachelet) y Paraguay (Horacio Cartes), suscribieron la denominada “Declaración de Asunción sobre Corredores Bioceánicos”, comprometiéndose a concretar el corredor vial bioceánico entre Santos en Brasil y los puertos del Norte Grande de Chile.

## Otros corredores viales

### Corredor Vial Bioceánico
La idea inicial era que el Corredor Bioceánico constaría de aproximadamente 4.000 km de carreteras que atravesarían el continente sudamericano en dirección este-oeste, partiendo desde el Puerto de Santos en Brasil, atravesando Bolivia y llegando a los puertos chilenos de Arica e Iquique. Así, los bolivianos podrían tener mayor facilidad de transporte y acceso al mar.
En agosto de 2017 se llevó a cabo la II Expedición de la Ruta de la Integración Latinoamericana, partiendo desde Campo Grande y recorriendo toda su extensión hasta los puertos chilenos de Iquique y Antofagasta, pasando por Paraguay y Argentina. La idea era que el corredor estuviera terminado en 2022. La mayor parte de las obras serían realizadas por Paraguay, que necesitaría instalar y/o asfaltar más de 600 kilómetros de vías en su territorio. La ruta tendría unos 2400 km entre Campo Grande y Antofagasta.
Dicha ruta debería reducir hasta en dos semanas el tiempo de viaje de las exportaciones del Centro-Oeste de Brasil hacia China y Japón. Con la ruta, parte de la producción brasileña, que actualmente sale del país por los puertos de Santos y Paranaguá, podrá ser exportada por puertos chilenos a precios más bajos.
Para viabilizar la ruta, se construirá un puente bioceánico entre las ciudades de Porto Murtinho y Carmelo Peralta, y Brasil ampliará la BR-267 en Mato Grosso del Sur.
El Gobierno Paraguayo dividió la obra en 3 secciones: la primera, de unos 270 kilómetros de longitud, conecta Carmelo Peralta, en la frontera con Brasil, con Loma Plata, en el centro del país. El segundo tramo conecta 2 ciudades en el centro del país, y el tercer tramo conecta el centro del país con la frontera con Argentina. En agosto de 2021, Paraguay ya había completado 203 km de la primera sección, restando 72,6 km para finalizar este tramo.
Se prevé que este corredor servirá de conexión entre varios destinos turísticos sudamericanos: el Pantanal, el cruce de la Cordillera de los Andes entre Jujuy y Antofagasta; el Desierto de Atacama, en Chile, entre otros.

### Corredor Bioceánico Central
El Corredor Bioceánico Central conectará la ciudad brasileña de Porto Alegre y el puerto de Coquimbo en torno al paralelo 30 Sur, atravesando Uruguay y las provincias argentinas de Córdoba, Santa Fe, Entre Ríos y San Juan, estas últimas por la Ruta Nacional 150. Crucial para la concreción de este corredor es sortear el paso de Agua Negra que se sitúa a 4.780 metros de altura en la cordillera de los Andes, dificultando su cruce. La construcción del túnel de Agua Negra resolvería el problema de la altitud, pues contemplaría dos túneles paralelos cuyas entradas se situarían a 3.500 metros en Chile y a 4.000 en Argentina.

### Otros proyectos

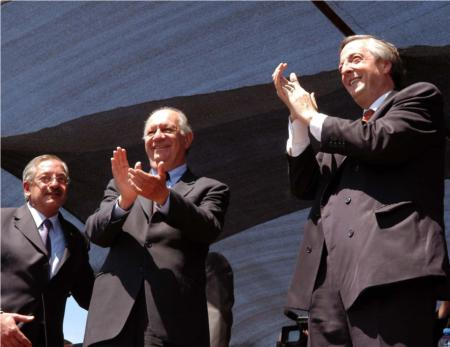
Los presidentes Néstor Kirchner y Ricardo Lagos, junto al gobernador jujeño Eduardo Fellner, durante la inauguración de un tramo del Corredor Bioceánico Capricornio en el Paso de Jama

Otras rutas cuyo desarrollo se ha propuesto bajo la denominación de corredores bioceánicos son las siguientes:
- Corredor Bioceánico del Sur o Norpatagónico, el más antiguo de todos, uniendo los puertos de Talcahuano y Bahía Blanca mediante el Paso Pichachén o el paso Pino Hachado,[18] proyecto que retoma y complementa el anterior proyecto de Ferrocarril Trasandino Sur. La primera etapa de este proyecto fue el Ramal Monte Águila-Polcura cuya construcción se detuvo en 1906 a causa del terremoto que afectó a Valparaíso en ese año, quedando indefinidamente suspendido. Más adelante, en un nuevo intento, el Ramal Púa-Lonquimay, que debía empalmarse con el ramal ferroviario Bahía Blanca-Neuquén-Zapala, también quedó inconcluso. No obstante, la conexión carretera mediante el paso Pino Hachado se encuentra operativa y con infraestructura de alto nivel.
- Corredor Bioceánico “Capricornio” entre Santos, Mato Grosso del Sur, la zona del Chaco en el norte de Paraguay, las provincias argentinas de Salta y Jujuy, y las regiones chilenas de Antofagasta y Tarapacá, llegando a los puertos de Antofagasta, Mejillones, Tocopilla e Iquique.[7] En 2022, representantes de los cuatro países involucrados firmaron la "Declaración de Antofagasta" para su puesta en marcha, comprometiéndose a reactivar la aduana integrada en el Paso de Sico, agilizar la integración e impulsar una gobernanza para el corredor, que tendrá una extensión de 2250 km.[19]
- Corredor Bioceánico Cristo Redentor, uniendo la capital argentina, Buenos Aires, y el puerto chileno de Valparaíso. En el año 2009 se creó una Comisión Binacional que declaró el proyecto "de interés público" y fijó una hoja de ruta para su realización y bíusqueda de financiamiento para la inversión necesaria. En 2017, el Banco Interamericano de Desarrollo aprobó un crédito para la consecución del proyecto y se comenzaron las obras para la habilitación del túnel ferroviario Caracoles y su conversión a un túnel carretero, conformando en el futuro un sistema dual con el túnel Cristo Redentor.[20]
- Corredor Bioceánico Atacalar originalmente pensado para integrar la región de Atacama, con Catamarca y La Rioja,[21]pero que se proyectaría también hasta el sur de Brasil, Tucumán y Córdoba en Argentina, cruzando los Andes en el paso fronterizo San Francisco y llegando a los puertos chilenos de Caldera, Chañaral y Taltal.[4][7]

## Otros ferrocarriles bioceánicos
El ferrocarril biocéanico (en portugués Ferrovia Bioceânica) tiene como antecedentes unos estudios de 1938 sobre el Ferrocarril Brasil-Bolivia con salida desde el Puerto de Santos, y que seguiria la Línea Tronco del Ferrocarril Noroeste de Brasil), que pasa por Corumbá, en Mato Grosso del Sur y continuaria por Santa Cruz de la Sierra, en Bolivia.
También está el proyecto de conexión entre ambas costas a través del "Corredor Ferroviario Bioceánico Paranaguá - Antofagasta", del Eje Capricornio de IIRSA, que parte desde el Puerto de Paranaguá, en la costa del Estado de Paraná, y llegará al Puerto de Antofagasta, en la costa chilena, pasando por Paraguay y por el norte de Argentina.
En Brasil, la idea del corredor bioceánico se remonta al proyecto ferroviario denominado Ferrovia Transulamericana, concebido en los años 1950, con el objetivo de conectar el océano Atlántico con el Pacífico, entre Perú y la costa de Bahía. La concepción incluía la implantación de un puerto en Campinho, en la bahía de Camamu, debido a sus favorables características oceanográficas.
El proyecto no avanzó durante décadas hasta ser incluido en el Plan Vial Nacional mediante la Ley 11.772, de 17 de septiembre de 2008, durante el segundo mandato del presidente Luiz Inácio Lula da Silva, como Ferrovia Transoceânica. Sin embargo, se dividió en las siguientes partes: el Ferrocarril de Integración Oeste-Este (FIOL, EF-334, entre Ilhéus y Figueirópolis), el Ferrocarril de Integración Medio Oeste (FICO, EF-246 o EF-354, entre Uruaçu y Vilhena) y un tramo entre Campinorte y Porto do Açu.
Designado como EF-354 (también identificado como EF-246), un ferrocarril de vía ancha (1,6 metros) diagonal se dividió en tres tramos principales en territorio brasileño:
- El primero entre Porto do Açu, en la costa de Río de Janeiro y el Ferrocarril Norte-Sur;
- El segundo tramo entre el Ferrocarril Norte-Sur, en Campinorte y Porto Velho, a orillas del río Madeira;
- El tercero entre Porto Velho y Cruzeiro do Sul (frontera Brasil-Perú).

La Ley 11.772 también otorgó a VALEC la construcción, uso y disfrute del tramo ferroviario entre Campinorte y Porto Velho, denominado Ferrovia de Integração do Centro-Oeste (FICO), que fue tratado como tramo prioritario por el interés nacional involucrado. Entre Campinorte y Vilhena hay 1 641 kilómetros, además de la extensión de aproximadamente 770 kilómetros hasta Porto Velho.
Hasta 2009, sólo el tramo entre Campinorte y Vilhena tenía su anteproyecto terminado y se estimaba que la longitud de este tramo será de 1 641 kilómetros con un costo de 5,25 mil millones de reales en vía ancha, lo que permitirá una velocidad de hasta 120 kilómetros por hora.El inicio de la construcción del ferrocarril estaba previsto para abril de 2011, según el presidente de VALEC, pero a 2013 las obras no habían comenzado.
En 2014, se acordó una alianza entre la expresidenta Dilma Rousseff y los gobiernos de Perú y China, para financiar y compartir estudios para la construcción del ferrocarril.En junio de 2015, el gobierno chino aprobó la financiación de la obra por parte del Banco Asiático de Inversión en Infraestructura, pero aceptó financiar sólo el tramo entre el Ferrocarril Norte-Sur y la costa del Pacífico, dejando fuera el tramo entre el FNS y la costa de Río de Janeiro (hasta Porto do Açu). La construcción comenzaría en 2015, pero no se cumplió el plazo.
Luego de la Cumbre del G20 en China en septiembre de 2016, el Gobierno chino celebró un acuerdo con el Gobierno brasileño, prometiendo múltiples inversiones en el país sudamericano, incluida la construcción efectiva del Ferrocarril Transoceánico,el que en ese momento ya tenía concluido el análisis de factibilidad económica.